# 马亨德拉
馬亨德拉·比爾·比克拉姆·沙阿（IAST：Mahendra Bir Bikram Shah；1920年6月11日—1972年1月31日）是尼泊爾沙阿王朝的第10任國王（1955年—1972年在位）。
他生于卡斯曼杜。早年参与父王狄里布凡反对拉纳家族专制政权的斗争。1954年起相继任国务会议主席、摄政王。1955年3月狄里布凡病逝，就任尼泊尔国王，是为沙阿王朝第九世国王。同年宣布实行第一个五年计划，并同中华人民共和国建交。1959年颁布尼泊尔第一部宪法，举行首次大选。1960年12月，因与执政的尼泊尔国大党内阁政见不同，宣布解散内阁，亲自执政。随后组成大臣会议，自任主席。1962年废除1959宪法，颁布新宪法，确保国王权力。在位期间，推行和平独立和不结盟外交政策，曾来中华人民共和国进行友好访问。

## 荣誉

### 外国勋章奖章
- 圣雅各之剑大十字勋章（葡萄牙语：Ordem Militar de Sant'Iago da Espada）（葡萄牙，1960年7月13日公布[1]）